# Йонг ПСВ
«Йонг ПСВ» (нід. Jong PSV) — нідерландський футбольний клуб з міста Ейндговена, резервна команда клубу ПСВ. З сезону 2013—14 грає в Еерстедивізі, другому за силою нідерландському дивізіоні.

## Історія
Клуб тривалий час виступав у чемпіонаті Нідерландів серед дублерів. У цьому турнірі команда здобула чотири рази титул чемпіона: 1997, 2000, 2010 та 2011 років.
2013 року Футбольна федерація Нідерландів (KNVB) дозволила дублюючим клубам брати участь у структурі чемпіонатів Нідерландів і «Йонг ПСВ», разом з двома іншими фарм-клубами «Йонг Аякс» та «Йонг Твенте» став виступати у Еерстедивізі, другому за рівнем дивізіоні країни. Відповідно до правил KNVB команда повинна складатися з гравців до 23 років, доповнюваних максимум трьома польовими гравцями та одним воротарем старше 23 років.

## Досягнення
- Чемпіон Нідерландів серед дублерів[en]: 1996–97, 1999–00, 2009–10, 2010–11
- Володар Кубка Нідерландів серед дублерів[en]: 2000–01, 2004–05, 2007–08
- Володар Суперкубка Нідерландів серед дублерів: 2010, 2011